# Ulrike Haß (Sprachwissenschaftlerin)
Ulrike Haß (zeitweilig auch Ulrike Haß-Zumkehr; * 1954 in Essen) ist eine deutsche Germanistin.

## Akademische Biographie
Ulrike Haß studierte Germanistik und Geschichte an den Universitäten Konstanz und Heidelberg. Nach dem Ersten Staatsexamen promovierte sie in Heidelberg 1985 über ein synonymisches Wörterbuch des 16. Jahrhunderts. Sie habilitierte sich 1994 mit einem Habilitationsstipendium der DFG ebenfalls an der Universität Heidelberg über Germanistik und Lexikografie im 19. Jahrhundert.
Von 1984 bis 2005 war sie am Institut für deutsche Sprache (IDS) in Mannheim wissenschaftlich tätig. Dort leitete sie von 1999 bis 2005 die Abteilung Lexik. Seit 2000 war sie zugleich Professorin für Germanistische Linguistik an der Universität Mannheim.
Seit 2005 ist sie als Professorin für Germanistische Linguistik der deutschen Sprache an der Universität Duisburg-Essen tätig. Sie ist seit 2014 korrespondierendes Mitglied der Akademie der Wissenschaften zu Göttingen.

## Veröffentlichungen (Auswahl)
- (Hrsg.:) Große Lexika und Wörterbücher Europas: europäische Enzyklopädien und Wörterbücher in historischen Porträts. Berlin: de Gruyter 2012
- (Hrsg. mit Martine Dalmas:) Lexik und Lexikologie. Sprachpolitische Einstellungen und Konflikte. Peter Lang, Frankfurt/M. 2008
- (Hrsg.:) Wortschatz und Wortschatzforschung. Der Deutschunterricht, H. 1/2006
- (Hrsg.:) Grundfragen der elektronischen Lexikographie. elexiko, De Gruyter, Berlin 2005
- (Hrsg. mit Christoph König:) Literaturwissenschaft und Linguistik von 1960 bis heute (= Marbacher Wissenschaftsgeschichte, Bd. 4). Wallstein, Göttingen 2003
- Deutsche Wörterbücher – Brennpunkt von Sprach- und Kulturgeschichte. Berlin 2001
- Propagandainstrument Wörterbuch. Zur lexikografischen Methodik im Nationalsozialismus. In: Herbert E. Wiegand (Hrsg.): Wörterbücher in der Diskussion IV. Vorträge aus dem Heidelberger Lexikographischen Kolloquium (= Lexicographica. Series Maior, Bd. 100). Niemeyer, Tübingen 2000, S. 135–153
- Die Intoleranz wissenschaftsgeschichtlicher Stereotype. Am Beispiel der modernen Linguistik. In: Burckhardt Dücker, Rolf Kloepfer (Hrsg.): Kritik und Geschichte der Intoleranz. Heidelberg 2000, S. 231–248
- Das „Deutsche Wörterbuch“ von Jacob Grimm und Wilhelm Grimm als Nationaldenkmal. In: Andreas Gardt (Hrsg.): Nation und Sprache. Zur Diskussion ihres Verhältnisses in Geschichte und Gegenwart. De Gruyter, Berlin/New York 2000, S. 229–246.
- „Wie glaubwürdige Nachrichten versichert haben“. Formulierungstraditionen in Zeitungsnachrichten des 17. bis 20. Jahrhunderts (= Studien zur deutschen Sprache, Bd. 13). Tübingen 1998
- Daniel Sanders. Aufgeklärte Germanistik im 19. Jahrhundert (= Studia Linguistica Germanica, Bd. 35). De Gruyter, Berlin/New York 1995
- mit Gisela Harras und Gerhard Strauß: Wortbedeutungen und ihre Darstellung im Wörterbuch (= Schriften des Instituts für deutsche Sprache, Bd. 3). De Gruyter, Berlin/New York 1991
- Mahnmaltexte 1945–1988. Annäherung an eine schwierige Textsorte. In: Erinnern oder Verweigern. Dachauer Hefte 6 (1990), Deutscher Taschenbuchverlag, München 1994, S. 135–161
- mit Gisela Harras und Gerhard Strauß: Brisante Wörter von Agitation bis Zeitgeist. Ein Lexikon zum öffentlichen Sprachgebrauch (= Schriften des Instituts für deutsche Sprache, Bd. 2). De Gruyter, Berlin/New York 1989
- Leonhard Schwartzenbachs „Synonyma“. Nachdruck der Ausgabe Frankfurt 1564. Lexikographie und Textsortenzusammenhänge im Frühneuhochdeutschen (Lexicographica. Series Maior, Bd. 11). Tübingen 1986